# هایبرنیت (رایانه)
خواب، هایبرنت (به انگلیسی: Hibernation) یا خواب زمستانی (یا به حالت تعلیق در دیسک (به انگلیسی: suspend to disk)) در کامپیوتر در حالی که سیستم عامل حالت خود را حفظ می‌کند، کامپیوتر را خاموش می‌کند.

## تعریف
در حالت هایبرنیت کامپیوتر، محتویات حافظه دسترسی تصادفی(RAM) خود را در یک دیسک سخت (هارد دیسک) یا دیگر حافظه‌های غیر موقت ذخیره می‌کند و پس از روشن شدن، سیستم عامل کامپیوتر دقیقاً به شرایط قبل از هایبرنیت برخواهد گشت (تمامی برنامه‌های باز به همان شکل خواهد بود).

## محل قرارگیری
در هر سیستم عاملی در پنل خاموش کردن کامپیوتر (به انگلیسی: Shut down) قرار دارد و در صورت عدم وجود باید از کنترل پنل و پاور آپشن این گزینه را فعال نمود.

## عملکرد
در پنل خاموش کردن سیستم عامل‌ها گزینه‌های زیر را می‌بینید:
- Shutdown (خاموش کردن)
- Sleep (خواب موقت)
- Restart (راه‌اندازی دوباره)
- Hibernate (خواب زمستانی)

در گزینه آخر موضوع این بحث یعنی هایبرنیت، در واقع کامپیوتر خاموش می‌شود اما ساختار اجرایی برنامه‌ها را نگه می‌دارد. چیزی شبیه استندبای که سیستم خاموش بشود، در حقیقت ساختاری خواب زمستانی مانند دارد به این شکل که اگر شما برنامه‌های در حال اجراء بر روی سیستم خود داشته باشید هنگام روشن کردن مجدد کامپیوتر، مجدداً آنها را در حال اجراء خواهید یافت.

## تعریف تخصصی
در حالت هایبرنیت کامپیوتر اسلیپ می‌باشد اما خاموش است در عمل سیستم عامل کلیه فضای رم کامپیوتر را از اولین بلوک تا آخرین بلوک به ترتیب به درایوی که ویندوز بر روی آن است برده و بر روی هارد دیسک در یک فایل ذخیره می‌نماید و سیستم خاموش می‌شود. هایبرنیت در واقع حالتی بین sleep و shut down است.
در هنگام روشن کردن مجدد کامپیوتر (نوت بوک) سیستم عامل مجدداً اطلاعات را از هارد دیسک به رم بارگیری می‌نماید و سیستم از همانجایی که قبل از هایبرنیت مشغول بکار بود، ادامه کار خواهد داد.

## فعال نمودن
در بعضی مواقع و بعضی ورژن‌های سیستم عامل ممکن است این گزینه به صورت پیش فرض فعال نباشد که می‌توان آن را از بخش کنترل پنل و پاور آپشن فعال نمود.
در ضمن فعال نمودن هایبرنیت، نیاز به مقدار مشخصی فضای خالی در حافظه غیر موقت (درایو حاوی سیستم عامل) دارد که بسته به نسخه و نوع سیستم عامل و تعداد برنامه‌های باز در سیستم متفاوت است. علت نیاز به فضای خالی، ذخیره اطلاعات رم است و اگر این فضای خالی موجود نباشد حالت هایبرنیت فعال نخواهد شد.

## نکات مهم
مهم‌ترین نکته در این‌باره این است که در صورتی که درایور کارت گرافیک سیستم شما به شکل صحیح نصب نشده باشد شما این گزینه را بخصوص در سیستم‌های عامل مایکروسافت نسخه‌های قدیمی، فعال نخواهید یافت.
هرگز بعد از هایبرنیت تغییرات سخت‌افزاری در سیستم خود ایجاد ننمایید چرا که فرایند بوت و شناسایی دستگاه‌های جدید را نخواهید داشت.
نکته آخر اینکه بعضی از کاربران رایانه و لپ تاپ به علت کمتر شدن زمان بوت سیستم عامل، همیشه به جای shut down از hibernate استفاده می‌کنند. این کار در طولانی مدت باعث پر شدن حافظه‌های موقت سیستم (از جمله رم) خواهد شد؛ ازدیاد اطلاعات در رم و بازماندن برنامه‌ها باعث پردازش‌های بی‌مورد می‌شود در نتیجه باعث درگیر شدن پردازشگرها و در نتیجه پردازش اطلاعات کند خواهد شد. برای جلوگیری از این امر، سیستم باید حداقل یک بار در هفته ری استارت شود تا برنامه‌ها و پردازش‌های اضافی بسته شده و اطلاعات مزاحم و بی استفاده حذف شوند.